# Arthur Emmerlich
Arthur Emmerlich, né le 20 septembre 1907 à Niederwiesa et exécuté le 21 mai 1942 dans la prison de Plötzensee à Berlin, est un résistant communiste allemand au nazisme.

## Biographie

### Origines et profession
Arthur Emmerlich naît en 1907 dans une famille ouvrière pauvre près de Chemnitz. N'ayant pu recevoir de formation professionnelle par manque de moyens de ses parents, il exerce divers métiers, notamment ouvrier agricole, employé de bureau, développeur de photographies, avant d'être embauché en 1930 dans une usine de fabrication de vis à Chemnitz,.

### Engagement politique
À l'âge de 15 ans, en 1922, il rejoint la Jeunesse ouvrière socialiste et le syndicat des métallurgistes, puis rapidement la Ligue des jeunes communistes d'Allemagne (KJVD). Il devient en 1930 secrétaire d'une section de quartier de Chemnitz, puis du KJVD pour la Saxe. Élu en octobre 1930 au comité central du KJVD et devenu permanent du parti, Emmerlich fait partie du comité de rédaction de l'organe Junge Garde et dirige la section de la jeunesse du Parti communiste d'Allemagne (KPD) pour les régions de la mer du Nord. Après un passage par le service de contre-propagande du comité central du KPD, il est après 1933 instructeur du comité central du KJVD pour les sections de Magdebourg et de Hanovre,.

### Émigration
En 1934, Arthur Emmerlich émigre en France depuis la Sarre, où il travaille initialement au secrétariat ouest-européen de l'Internationale syndicale rouge. En janvier 1935, il va à Moscou et reste jusqu'en 1937 au service de presse de l'Internationale communiste. À partir de septembre 1937, sous le nom de code « Herbert Wolf » à Paris, il participe en janvier 1939 à la conférence de Berne du KPD à Draveil. Plus tard, il se rend au Danemark, où il travaille avec Heinrich Wiatrek, le secrétaire du KPD pour l'Allemagne du nord.

### Arrestation et exécution
À l'été 1940, Emmerlich retourne en Allemagne pour fonder une nouvelle organisation de parti clandestine à Berlin avec le soutien de Kurt Steffelbauer. Il est arrêté pendant son voyage pour Hambourg le 24 mai 1941. Le 10 janvier 1942, il est condamné à mort avec Kurt Steffelbauer, Johann Gloger et Alfred Grunberg par le 2e sénat du Volksgerichtshof et exécuté le 21 mai 1942 dans la prison de Plötzensee.